# Бондарев, Анатолий Александрович
Анато́лий Алекса́ндрович Бо́ндарев (1929, Ленинградская область, СССР — 2016, Волжский, Волгоградской области, Россия) — сборщик покрышек Волжского шинного завода Министерства нефтеперерабатывающей и нефтехимической промышленности СССР, Герой Социалистического Труда (1971).

## Биография
Родился в 1929 году в Ленинградской области. По национальности русский.
С 1943 года был разнорабочим, в 1948 году окончил школу фабрично-заводского обучения (ФЗО), после чего трудился электромотористом, а затем механиком леспромхоза. В 1959—1963 годах — электромонтёр строительного управления Волжской ГЭС.
С 1963 года — сборщик покрышек Волжского шинного завода (с декабря 1972 года — имени 50-летия образования СССР) в городе Волжский Волгоградской области. С 1967 года член КПСС.
Указом Президиума Верховного Совета СССР от 20 апреля 1971 года «за выдающиеся успехи в выполнении производственных заданий пятилетнего плана, внедрение передовых методов труда и достижение высоких технико-экономических показателей в нефтеперерабатывающей и нефтехимической промышленности» удостоен звания Героя Социалистического Труда с вручением ордена Ленина и золотой медали «Серп и Молот».
Был инициатором соцсоревнования «За отличное качество продукции» на ВШЗ в 1971—1975 годах. Работал на заводе до выхода на заслуженный отдых. Жил в городе Волжский Волгоградской области, где скончался в 2016 году.
Депутат Верховного Совета СССР 9-го созыва (1974—1979).
Награждён орденами Ленина (20.04.1971), «Знак Почёта» (28.05.1966), медалями.